# Барретт, Фрэнсис (боксёр)
Фрэ́нсис «Фрэ́нси» Ба́рретт (англ. Francis "Francie" Barrett; род. 7 февраля 1977, Голуэй) — ирландский боксёр, представитель первой полусредней весовой категории. Выступал за сборную Ирландии по боксу во второй половине 1990-х годов, победитель ирландских и британских национальных первенств, знаменосец Ирландии на церемонии открытия летних Олимпийских игр в Атланте. В период 2000—2005 годов боксировал также на профессиональном уровне.

## Биография
Фрэнсис Барретт родился 7 февраля 1977 года в городе Голуэй, Ирландия. Представитель этнической группы ирландские путешественники. Проходил подготовку в местном зале Olympic Boxing Club.

### Любительская карьера
Дебютировал в боксе на международном уровне в сезоне 1995 года, когда вошёл в состав ирландской национальной сборной и побывал на чемпионате Европы среди юниоров в Венгрии, где в 1/8 финала первой полусредней весовой категории был остановлен украинцем Вячеславом Сенченко.
В 1996 году одержал победу на чемпионате Ирландии и выступил на взрослом европейском первенстве в Вайле, проиграв в 1/8 финала россиянину Эдуарду Захарову. Благодаря череде удачных выступлений удостоился права защищать честь страны на летних Олимпийских играх в Атланте, причём на церемонии открытия Игр ему доверили нести знамя ирландской команды. В итоге, выступая в категории до 63,5 кг, он благополучно прошёл первого соперника по турнирной сетке, тогда как во втором бою со счётом 6:18 потерпел поражение от тунисца Фатхи Миссауи, который стал бронзовым призёром этого олимпийского турнира.
После Олимпиады Берретт остался в ирландской национальной сборной и продолжил принимать участие в крупнейших международных турнирах. Так, в 1997 году он стал чемпионом Англии в полусреднем весе, в 1999 году занял второе место в зачёте чемпионата Ирландии, выступил на Кубке Чёрного моря в Севастополе и на международном турнире «Золотой пояс» в Бухаресте.

### Профессиональная карьера
Покинув расположение ирландской сборной, в период 2000—2005 годов Фрэнсис Барретт с переменным успехом выступал на профессиональном уровне. В общей сложности в течение пяти лет провёл 20 боёв, из них 17 выиграл (в том числе 2 досрочно) и 3 проиграл. Владел титулом чемпиона Европейского Союза в первой полусредней весовой категории по версии EBU.